# Nieves Rodríguez Gómez
Nieves Rodríguez Gómez es una poeta cubana. Nació en San Juan y Martínez, provincia de Pinar del Río (Cuba), en 1934. Reside en La Habana. Casada con el gran poeta cubano fallecido Adolfo Martí Fuentes en el 2002,
es miembro de la Unión de Escritores y Artistas de Cuba (UNEAC) y ha sido jurado en diversos premios nacionales de poesía.

## Biografía
Fue locutora y actriz antes del triunfo de la Revolución cubana en enero de 1959. Trabajó como redactora jefa de programas en emisoras de radio en Cuba: en Radio Rebelde en programas variados, en Radio Progreso programas campesinos, y en programas musicales, juveniles e infantiles hasta su retiro.
Ha sido jurado de concursos nacionales cubanos tales como en el Concurso Iberoamericano de la Décima, Las Tunas; y en los concursos 'Poesía de Amor' en Varadero, Matanzas, así como en el 'Dulce María Loynaz' de Pinar del Río.
Ha sido jurado permanente en los concursos nacionales 'Raúl Gómez García' del Sindicato Nacional de la Cultura, en el 'Enrique Hart' del Sindicato de la Administración Pública; 'Armando Mestre' del Sindicato de la Construcción y del Rubén Martines Vilena de la CTC Nacional.

## Libros de Poesía Publicados
- 2006 - De la luz y otras provocaciones, poemario, 2.a edición, Editorial SanLope.

- 2004 - Cartas eróticas de ETN, poemario, Ediciones Unión.

- 2004 - Cartas eróticas de ETN, poemario, Universidad de Guayaquil.

- 2004 - Cantares', poemario, 1.er, 2.a y 3.ª edición, Universidad de Guayaquil.

- 2004 - De la luz y otras provocaciones, poemario, 1.a edición, Editorial SanLope.

- 2006 - Canto de Amor a Pinar del Río

- 1994 - Días de Naipes, decimario publicado por Colección Pinos Nuevos.

- 1999 - Libro de los pececitos, editorial Gente Nueva.

- 1999 - Acuarium, plaquet

## Textos suyos han sido incluidos en libros de ensayos-antológicos como
- 2004 - Antología de décimas cubanas escritas por mujeres, Puerto Rico.

- 2003 - De tu reino la ventura.

- 2001 - Estudio sobre el discurso femenino en la décima en Cuba.

- 2001 - Añorado encuentro

- 2000 - Hombres necios que acusáis.

## En edición
- Alejandro y la Estrellita

## Premios
- 1998 - Premio Poesía de Amor, con el poema La última carta, Varadero.

- 1998 - Premio La Edad de Oro, con el poemario para niños Libro de los pececitos.

- 1998 - Premio La Rosa Blanca, de la UNEAC.

- 1990 - Premio 26 de Julio con su decimario Días de Naipes.

Poesías del libro Cartas Eróticas de E.T.N. declamadas por la autora en un CD del mismo nombre.

## Otros artistas cubanos y amigos
Juan T. Vázquez Martin, pintor y uno de los maestros de la abstracción en Cuba. 
Alberto Corrales, flautista, compositor y arreglista. Director de la orquesta Panorama
- Datos: Q6042813